# Dave Clark
David 'Dave' Clark (15. prosince 1942) je anglický hudebník, skladatel a producent. Byl vedoucím a bubeníkem beatové skupiny The Dave Clark Five, která byla vedle The Beatles jedním z účastníků tzv. Britské hudební invaze do USA v roce 1964.

## Kariéra
Narodil se v Tottenhamu (Severní Londýn), školu vychodil v 15 letech a bez další kvalifikace se stal filmovým kaskadérem, vystupujícím ve více než 40 filmech.
Koncem 50. let si koupil bicí soupravu na kterou se sám naučil hrát a založil skifflovou skupinu, která měla vydělat jeho fotbalovému týmu na cestu do Holandska.
Ze skifflové skupiny se vyvinula skupina The Dave Clark Five, kde byl Clark jejím hlavním skladatelem, vedoucím a producentem. Jako zpěvák a bubeník zaujímal Clark pozici v předním prostoru pódia a ostatní členy skupiny tak měl za sebou.
Popularita skupiny Dave Clark Five v Anglii vzrostla. V žebříčku British singles charts v lednu 1964 nahradil jejich singl "Glad All Over" singl skupiny The Beatles' "I Want to Hold Your Hand". Britský tisk o nich tehdy mluvil jako o "nejvážnější hrozbě" pro Beatles.

### Podnikání
Koncem 60. let, vedle vedení své skupiny, začal Clark režírovat a produkovat pořady pro televizi. V roce 1968 produkoval "velmi úspěšný" hudební televizní program, Hold On, It's the Dave Clark Five. Skupina se rozpadla v roce 1970 a v roce 1972, přestal po úraze Clark hrát na bicí. V roce 1986 napsal scifi muzikál Time, který se hrál dva roky v londýnském West Endu, kde v hlavní roli vystupoval Cliff Richard (později byl nahrazen Davidem Cassidym) a scéna byla dotvořena obrovskými holografickými obrazy Laurence Oliviera.

## Pocty
U příležitosti 50. výročí založení, v roce 2008, byla skupina The Dave Clark Five, uvedena do Rock and Roll Hall of Fame. Clark a dva přeživší členové skupiny převzali toto ocenění jménem celé skupiny.